# Hilla Limann
Hilla Limann est un diplomate et homme d'État ghanéen, né le 12 décembre 1934 à Gwollu (en) et mort le 23 janvier 1998 à Accra. Il est président de la République du 24 septembre 1979 au 31 décembre 1981.

## Biographie
Hilla Limann est né à Gwollu (en), un village situé dans le district de Sissala ouest, dans la région du Haut Ghana occidental, à quelques centaines de mètres de la frontière avec le Burkina Faso.
Issu d'une famille sissala pauvre, il bénéficia d'une éducation de qualité qui lui permit d'exercer des fonctions importante au sein de la diplomatie ghanéenne, après l'indépendance.
Il est mort à Accra le 23 janvier 1998 de mort naturelle, après avoir été déposé par Jerry Rawlings lors de son second coup d'état le 31 décembre 1981.
Il est enterré dans son village natal, au sein de la concession de sa famille à Gwollu (en).

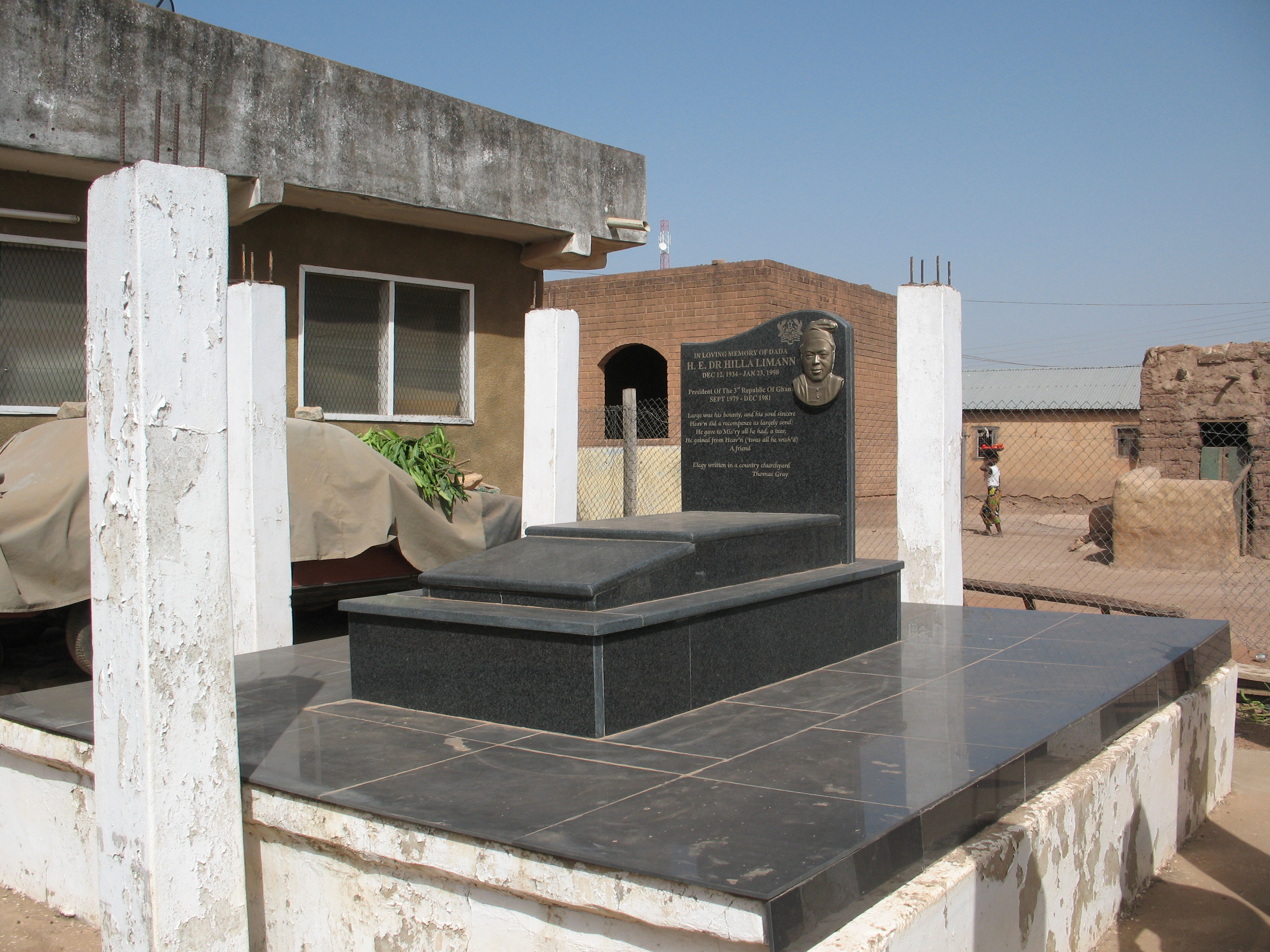
Tombe d'Hilla Limann, située dans son village natal de Gwollu dans le Nord du Ghana.